# Мужское дело
«Мужское дело» (фр. Une Affaire D'Hommes) — детектив французского режиссёра Николя Рибовски 1981 года. Номинирован на премию «Сезар» за лучший дебютный фильм в 1982 году.

## Сюжет
Двое мужчин, полицейский и агент по торговле недвижимостью, стали друзьями благодаря общему увлечению — езде на велосипедах. Каждое воскресенье они выбираются в лесопарковые зоны и катаются в своё удовольствие. Но вот однажды во время такой велосипедной прогулки была убита жена торгового агента, убита снайпером, которого коп разыскивал многие месяцы. Под впечатлением трагедии служитель порядка клянётся другу, что найдёт и накажет преступника, кем бы он ни оказался.

## В ролях
- Клод Брассер
- Жан-Луи Трентиньян
- Жан Карме

## Награды и номинации
Список номинаций приведён в соответствии с данными IMDb.
| Год  | Премия             | Категория             | Имя             | Результат |
| ---- | ------------------ | --------------------- | --------------- | --------- |
| 1982 | Кинопремия «Сезар» | Лучший дебютный фильм | Николя Рибовски | Номинация |